# Strangalia saltator
Strangalia saltator là một loài bọ cánh cứng trong họ Cerambycidae.